# Юртовское сельское поселение
Юртовское се́льское поселе́ние — муниципальное образование в Мензелинском районе Татарстана Российской Федерации.
Административный центр и единственный населённый пункт — посёлок Юртово.

## Описание
Поселение расположено в центральной части района. Граничит с городом Мензелинск, Подгорно-Байларским, Старомазинским, Коноваловским сельскими поселениями.
По территории (по западному краю п. Юртово) протекает речка Елховка.
Через поселение по южному краю посёлка проходит автодорога М-7 (Волга) "Москва – Казань – Уфа". На северо-западе поселения находится аэродром.

### Юртово
Находится в 1,5 км к юго-западу от окраин Мензелинска.
Основано в 1963 году как село Елховка. Современное название с 1988 года, когда в село были переселены жители бывшей деревни Юртово, находившейся к северу от Мензелинска и попавшей в зону затопления Нижнекамского водохранилища.

## История
Статус и границы сельского поселения установлены Законом Республики Татарстан от 31 января 2005 года № 50-ЗРТ «Об установлении границ территорий и статусе муниципального образования "Мензелинский муниципальный район" и муниципальных образований в его составе».
Первоначально территория поселения состояла из двух отдельных частей: кроме нынешней территории к поселению относились земли в 10 км к юго-востоку от Юртово вместе с д. Дружба.
На основании Закона Республики Татарстан от 22 мая 2010 года № 29-ЗРТ д. Дружба (население 167 чел. — 2010 г.) вместе с прилегающей территорией передана в состав Аюского сельского поселения.

## Население
| 2010 | 2011 | 2012 | 2013 | 2014 | 2015 | 2016 |
| ---- | ---- | ---- | ---- | ---- | ---- | ---- |
| 390  | ↘387 | ↘386 | ↘383 | ↗390 | ↗393 | →393 |
| 2017 | 2018 |      |      |      |      |      |
| ↘383 | ↗396 |      |      |      |      |      |

Чуть более половины населения составляют татары.

## Состав сельского поселения
| № | Населённый пункт | Тип населённого пункта          | Население |
| - | ---------------- | ------------------------------- | --------- |
| 1 | Юртово           | посёлок, административный центр |           |